# Crkva sv. Josipa Radnika u Domanovićima
Crkva sv. Josipa Radnika je katolička župna crkva u Domanovićima u Bosni i Hercegovini.

## Povijest
Tijekom 1972. godine prikupljene su dozvole za gradnju župne crkve. Temelje nove crkve blagoslovio je biskup Petar Čule, 10. prosinca 1972. godine. Godine 1975. crkva je ozidana, a 1977.779. godine je pokrivena. Gradnja crkve trajala je do 1978. godine. Biskup Petar Čule blagoslovio ju je 30. srpnja iste godine.
Za vrijeme rata u crkva je bila spaljena, a više predmeta uništeno; polomljeni su kipovi sv. Josipa, Blažene Djevice Marije, križ srušen i polomljen, a svetohranište izvađeno iz zida.

## Poveznice
- Domanovići

### Knjige
- Šutalo, Ivo. 2023. Nastanak i razvoj župa na području Trebinjsko-mrkanske biskupije i sakralni objekti po župama.   Puljić, Ivica; Marić, Marinko (ur.). Trebinjsko-mrkanska biskupija: Zbornik radova povodom obilježavanja 1000. obljetnice prvoga pisanog spomena Trebinjske biskupije i 700. obljetnice prvoga pisanog spomena Mrkanske biskupije. Trebinjsko-mrkanska biskupija. Mostar.

### Mrežna sjedišta
- Župa Domanovići. www.zupa-domanovici.com. Pristupljeno 9. lipnja 2023.

## Vanjske poveznice
- Službena stranica Župe sv. Josipa Radnika – Domanovići.